# Житейське море
«Житейське море» — трагікомедія українського письменника Івана Карпенка-Карого, написана у 1904 році.

## Сюжет
Головний герой фільму — відомий артист Іван Барильченко. Сюжет комедії розгортається навколо долі артиста. Розриваючи всі моральні принципи, актор живе подвійним життям. Він блискавично занурюється то у світ щасливих сімейних стосунків, то у вир артистичного закулісся, де панують фальш, заздрість, лицемірство і позашлюбні стосунки. Всюди лунають напружені монологи, гострі тиради і комічні діалоги, приховані гумором і насичені сатирою. 
Іван Барильченко в автобіографічній дилогії Карпенка-Карого "Суєта" і "Житейське море" — художнє alter ego драматурга — актор, наділений надзвичайним талантом перевтілення.

## Дійові особи
- Іван Барильченко, артист
- Маруся, його жінка
- Карпо Барильченко, хлібороб
- Михайло Барильченко, директор ґімназії
- Наташа, його жінка
- Хвиля, капітан власного комерчеського парохода
- Ваніна, акторка
- Стьопочка Крамарюк, актор
- Надя, молоденька акторка
- Усай, антрепренер
- Кактус, помішник режісера
- Денис Банітов, актор
- Райська, акторка.